# Maciej Wyderka
Maciej Wyderka (ur. 29 lipca 2002 w Piekarach Śląskich) – polski biegacz średniodystansowy, olimpijczyk z Paryża 2024, mistrz Uniwersjady.

## Udział w zawodach międzynarodowych
| Impreza                | Rok  | Miejsce | Wynik | Wynik  |
| Impreza                | Rok  | Miejsce | 800 m | 1500 m |
| ---------------------- | ---- | ------- | ----- | ------ |
| Igrzyska olimpijskie   | 2024 | Paryż   | –     | 38     |
| Mistrzostwa Europy     | 2024 | Rzym    | –     | 17     |
| Uniwersjada            | 2021 | Chengdu | złoto | –      |
| Mistrzostwa Europy U20 | 2021 | Tallinn | 13    | –      |
| Mistrzostwa Europy U23 | 2023 | Espoo   | –     | 8      |

## Biografia
Pochodzi z Piekar Śląskich. Ukończył Gimnazjum Mistrzostwa Sportowego i V Liceum Ogólnokształcące Mistrzostwa Sportowego im. Kamili Skolimowskiej w Bytomiu. Trenował w MKS-MOSM Bytom. Obecnie studiuje na Akademii Wychowania Fizycznego w Katowicach i jest zawodnikiem KS AZS AWF Katowice.
Na mistrzostwach Polski seniorów zdobył dwa medale: złoty na 1500 metrów w 2024 i brązowy na 1500 metrów w 2023. Podczas halowych mistrzostw Polski seniorów wywalczył trzy medale: złoty na 800 metrów w 2025, srebrny na 1500 metrów w 2024 i brązowy na 800 metrów w 2022.

## Rekordy życiowe
- bieg na 800 metrów (stadion) - 1:45,66 (23 czerwca 2024, Poznań)
- bieg na 800 metrów (hala) - 1:45,99 (4 lutego 2025, Ostrawa) 6. wynik w historii polskiej lekkoatletyki
- bieg na 1500 metrów (stadion) - 3:35,09 (28 maja 2024, Ostrawa) 6. wynik w historii polskiej lekkoatletyki
- bieg na 1500 metrów (hala) - 3:37,57 (16 lutego 2025, Toruń) 4. wynik w historii polskiej lekkoatletyki